# Walckenaeria prominens
Walckenaeria prominens este o specie de păianjeni din genul Walckenaeria, familia Linyphiidae, descrisă de Millidge, 1983. Conform Catalogue of Life specia Walckenaeria prominens nu are subspecii cunoscute.